# Isaac Van Amburgh
Isaac A. Van Amburgh (né en 1808 à Fishkill, New York, mort en 1865 à Philadelphie) est un dompteur américain. 
Van Amburgh est considéré comme le premier dompteur de l'histoire du cirque américain.

En 1833, au Richmond Hill Theatre de New York, le dompteur américain Isaac Van Amburgh grimpa dans la cage occupée par des animaux sauvages de la National Menagerie : un lion, un tigre et un léopard.

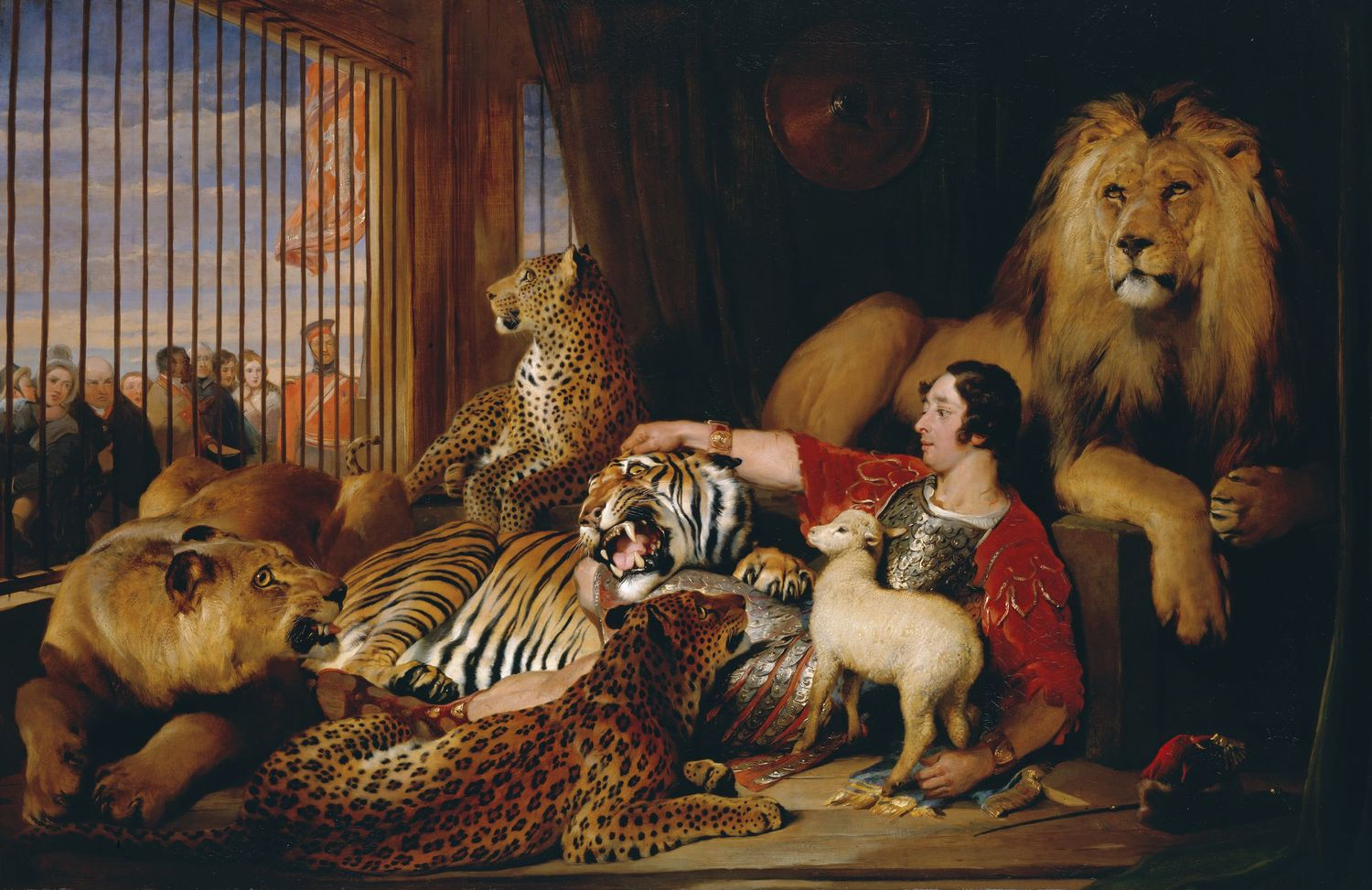
Isaac Van Amburgh avec ses animaux.

En 1838, à New York, Van Amburgh plaça son bras imprégné de sang dans la gueule d'un lion, sa tête entre les crocs d'un tigre et introduisit un enfant et un agneau dans la même cage que le lion et le tigre.
Van Amburgh débarqua en 1838 en Angleterre où il parait dans la pantomime « Charlemagne ».
En France, il présenta une pantomime « La fille de l'émir » avec tous ses fauves, en 1839 au théâtre de la Porte Saint-Martin, à Paris.